# Giuliano Pavone
Giuliano Pavone (Taranto, 17 novembre 1970) è uno scrittore italiano.

## Biografia
Nato a Taranto nel 1970, nel 1988 si trasferisce a Milano per studiare all'Università Cattolica del Sacro Cuore dove nel 1994 si laurea in scienze politiche con indirizzo politico-internazionale.
Dal 1995 al 2001 lavora come esperto di progettazione per il Centro di Iniziativa Europea (CdIE), un ente attivo nel campo delle politiche sociali europee.
Nel 1999 esordisce col suo primo libro edito da Tarab, Giovannona Coscialunga a Cannes. Storia e riabilitazione della commedia all'italiana anni 70, saggio con cui ha anticipato il revival dei vecchi film comico-sexy con Lino Banfi, Edwige Fenech, Alvaro Vitali e altri.
Dal 2001 prosegue l'attività di progettista europeo come libero professionista, iniziando nello stesso tempo a lavorare come giornalista. Nel giro di pochi anni la scrittura diventerà prima la principale e poi la sua unica occupazione.
Collabora o ha collaborato con periodici italiani e stranieri specializzati in turismo, lavoro e imprenditorialità, sport, industria della ristorazione e dell'ospitalità, “maschili”, freepress, stampa locale e siti internet.
Nel 2004 è stato tra i fondatori del trimestrale di scienza e cultura calcistica Linea bianca.
Fra il 2008 e il 2009 scrive il suo primo romanzo, L'eroe dei due mari, una storia tragicomica basata su un'ipotesi “fantacalcistica”. La Marsilio in ottobre mette sotto contratto Giuliano Pavone e pubblica il romanzo nel settembre 2010. Nel dicembre 2010 L'eroe dei due mari vince il premio USSI Puglia per il racconto sportivo, nell'aprile 2011 il premio Selezione Bancarella Sport e nell'autunno dello stesso anno riceve una segnalazione particolare al Concorso letterario Coni. Nel 2012, dal romanzo viene tratto un graphic novel, L'eroe dei due mari - Taranto, il calcio, l'Ilva e un sogno di riscatto, sceneggiato da Giuliano Pavone e disegnato da Emanuele Boccanfuso, Walter Trono, Gabriele Benefico, Alberto Buscicchio e Virginia Carluccio. 
Nell'ottobre 2012 pubblica con Marsilio il romanzo 13 sotto il lenzuolo.
Nel novembre 2014 pubblica con Barney Edizioni il saggio Venditori di fumo. Quello che gli italiani devono sapere sull'Ilva e su Taranto
Nel giugno 2022 pubblica con Laurana Edizioni il romanzo Gli scorpioni.
Nell'ottobre 2023 pubblica con Edizioni Graf M'innamorai di te, breve testo sui giorni del terzo scudetto del Napoli, il cui ricavato finanzia un progetto di calcio popolare nel capoluogo campano. 
Nell'ottobre 2024 pubblica con Laurana Edizioni il suo quarto romanzo, Per diventare Eduardo, una storia di formazione in cui appare, nel ruolo del mentore, Eduardo De Filippo.  

## Opere

### Libri
- Giovannona Coscialunga a Cannes. Storia e riabilitazione della commedia all'italiana anni 70, Tarab, 1999
- Pallafatù. Il calcio visto da Taranto (con AA.VV.), Teseo, 2005[16][17]
- ’Na sera 'e maggio. La storia ha voluto una data (con Giuseppe Caporaso), Graf, 2007
- Camera con svista. Mirabolanti offerte e colossali bufale del mercato della casa[18] (con Lucia Tilde Ingrosso e Mario Bianco), BUR, 2007
- C'è tutto un mondo intorno. Luoghi, persone, emozioni del progetto Agenzia di Cittadinanza, 2008
- L'eroe dei due mari[19], Marsilio, 2010
- Tutti gli uomini che hanno fatto grande la SSC Napoli, Castelvecchi, 2010
- Milano in cronaca nera (con Lucia Tilde Ingrosso), Newton Compton, 2010
- 101 cose da fare durante la gravidanza e prima di diventare genitori (con Lucia Tilde Ingrosso), Newton Compton, 2011 (ristampato in edizione economica nel 2014[20])
- 101 perché sulla storia di Milano che non puoi non sapere[21] (con Marco Dell'Acqua), Newton Compton, 2011 (ristampato in edizione economica nel 2015)
- 101 cose da fare in Lombardia almeno una volta nella vita[22] (con Lucia Tilde Ingrosso), Newton Compton, 2012
- L'eroe dei due mari - Taranto, il calcio, l'Ilva e un sogno di riscatto[10] (graphic novel: Giuliano Pavone firma la sceneggiatura, la prefazione e l'appendice), Altrinformazione-Peacelink, 2012
- 13 sotto il lenzuolo[23], Marsilio, 2012
- Milano per i tuoi bambini. 265 idee per crescere bene in città (con Lucia Tilde Ingrosso), Novecento Editore, 2014
- Venditori di fumo. Quello che gli italiani devono sapere sull'Ilva e su Taranto[12][13], Barney, 2014
- Gli scorpioni[24], Laurana, 2022.
- M'innamorai di te, Graf Edizioni, 2023.
- Per diventare Eduardo[15], Laurana, 2024.

### Racconti
Suoi racconti sono apparsi in diverse pubblicazioni:
- "Ti seguirei fino al bagno", in AA.VV., Inter nos - 23 storie in nero e azzurro, Curcu & Genovese, 2011
- "Calcio-semolino", in AA.VV., C'è un grande prato verde - Secondo tempo[25], Manni, 2013
- "Genius loci"; in AA.VV., Inchiostro di Puglia[26], Caracò, 2015
- "La dea", in AA.VV., Lutto libero[27], Gelsorosso, 2018
- "Quando Iacovone diventò lo Iacovone", in AA.VV., Storie di bomber e di gente di provincia[28], Les Flaneurs Edizioni, 2021
- "Der Süden ist eine Ape" ("Il Sud è un Ape car") in AA.VV., Apulien und Basilikata - Eine literarische Einlandung[29], Wagenbach, 2021
- "Cristo si è fermato a Eboli. Olivetti, a La Martella", in AA.VV., Ripartire da qui[30], Edizioni LOW, 2024

## Nte
1. ↑  Ecco il romanzo che non c'è | Il Recensore.com
2. ↑  Profezie di letture possibili « Buonafede
3. ↑  "L'eroe dei due mari" di Giuliano Pavone in libreria in autunno con Marsilio. L'incipit in anteprima - Affaritaliani.it[collegamento interrotto]
4. ↑  Tommaso Labranca, scrittore e autore televisivo, legge il manoscritto e nel giugno 2009 ne scrive sul settimanale Film Tv. La segnalazione viene ripresa su internet da un blog letterario (L'eroe dei due mari: il romanzo che non c'è Archiviato il 5 marzo 2010 in Internet Archive.), e non passa inosservata, attirando l'attenzione di alcune case editrici.
5. ↑   Marsilio pubblicherà il romanzo-caso "L'eroe dei due mari" di Giuliano Pavone, su booksblog.it. URL consultato il 12 aprile 2010 (archiviato dall'url originale il 5 marzo 2010).
6. ↑  Diversi siti internet e blog dedicano attenzione a L’eroe dei due mari, facendolo diventare romanzo d’esordio di cui si parla prima ancora che venga pubblicato[senza fonte]
7. ↑  Sito internet dell'USSI Puglia Archiviato il 5 marzo 2016 in Internet Archive.
8. ↑   :: Premio Bancarella ::, su premiobancarella.info. URL consultato l'11 maggio 2011 (archiviato dall'url originale il 31 maggio 2011).
9. ↑  Ultima Edizione Archiviato il 19 luglio 2012 in Internet Archive.
10. 1 2   Altrinformazione - L'eroe dei due mari, su altrinformazione.net.
11. ↑  Il romanzo è inserito nella collana La Commedia, dedicata all'equivalente letterario del fortunato genere cinematografico della commedia all'italiana di Pietro Germi, Dino Risi e Mario Monicelli che, con la tipica venatura tragicomica alternante il sorriso alla smorfia più amara, coglie e denuncia le contraddizioni, i vizi e le idiosincrasie della nostra società.
12. 1 2   Quotidiano di Puglia - Venditori di fumo (PDF), su giulianopavone.it.
13. 1 2   Il Fatto Quotidiano - Venditori di fumo, su ilfattoquotidiano.it.
14. ↑  (IT) Giuliano Pavone, M'innamorai di te, Graf, 2023, ISBN 978-88-89433-44-7. URL consultato il 1º ottobre 2023.
15. 1 2   https://www.laurana.it/scheda-libro/giuliano-pavone/per-diventare-eduardo-979-12-80845-68-9-5719.html.
16. ↑  tarantonostra.com - Pallafatù e PallafaTOUR
17. ↑   teseo editore, su teseoeditore.it. URL consultato il 24 gennaio 2020.
18. ↑   Bur - Camera con svista [collegamento interrotto], su bur.rizzolilibri.it.
19. ↑   Marsilio - L'eroe dei due mari, su marsilioeditori.it. URL consultato il 27 gennaio 2020 (archiviato dall'url originale il 28 marzo 2019).
20. ↑   newtoncompton.com,  http://www.newtoncompton.com/index.php?lnk=101&ISBN=978-88-541-6414-7&idaut=1923;1924;&idcur=.
21. ↑   Newton Compton - 101 Milano, su newtoncompton.com.
22. ↑   Newton Compton - 101 Lombardia, su newtoncompton.com.
23. ↑   Marsilio - 13 sotto il lenzuolo, su marsilioeditori.it.
24. ↑   Gli scorpioni - Giuliano Pavone - Laurana Editore - Libro Laurana Editore. URL consultato il 14 marzo 2024.
25. ↑   Manni - Prato verde, su mannieditori.it. URL consultato il 27 gennaio 2020 (archiviato dall'url originale il 27 gennaio 2020).
26. ↑   Caracò - Inchiostro di Puglia, su caraco.it.
27. ↑   Gelsorosso - Lutto libero, su gelsorosso.it. URL consultato il 27 gennaio 2020 (archiviato dall'url originale il 27 gennaio 2020).
28. ↑   Storie di bomber e di gente di provincia, su Les Flâneurs Edizioni. URL consultato il 14 marzo 2024.
29. ↑   Apulien und Basilikata - Wagenbach Verlag, su www.wagenbach.de. URL consultato il 18 marzo 2024.
30. ↑   Ripartire da qui - Edizioni Low, su edizionilow.it, 25 ottobre 2023. URL consultato il 14 marzo 2024.